# نیکولای بورشفسکی
نیکولای بورشفسکی (روسی: Николай Константинович Борщевский؛ زادهٔ ۱۲ ژانویهٔ ۱۹۶۵) بازیکن هاکی روی یخ اهل روسیه بود.
از باشگاه‌هایی که در آن بازی کرده‌است می‌توان به کلگری فلیمس اشاره کرد.